# Curia (ruimte)

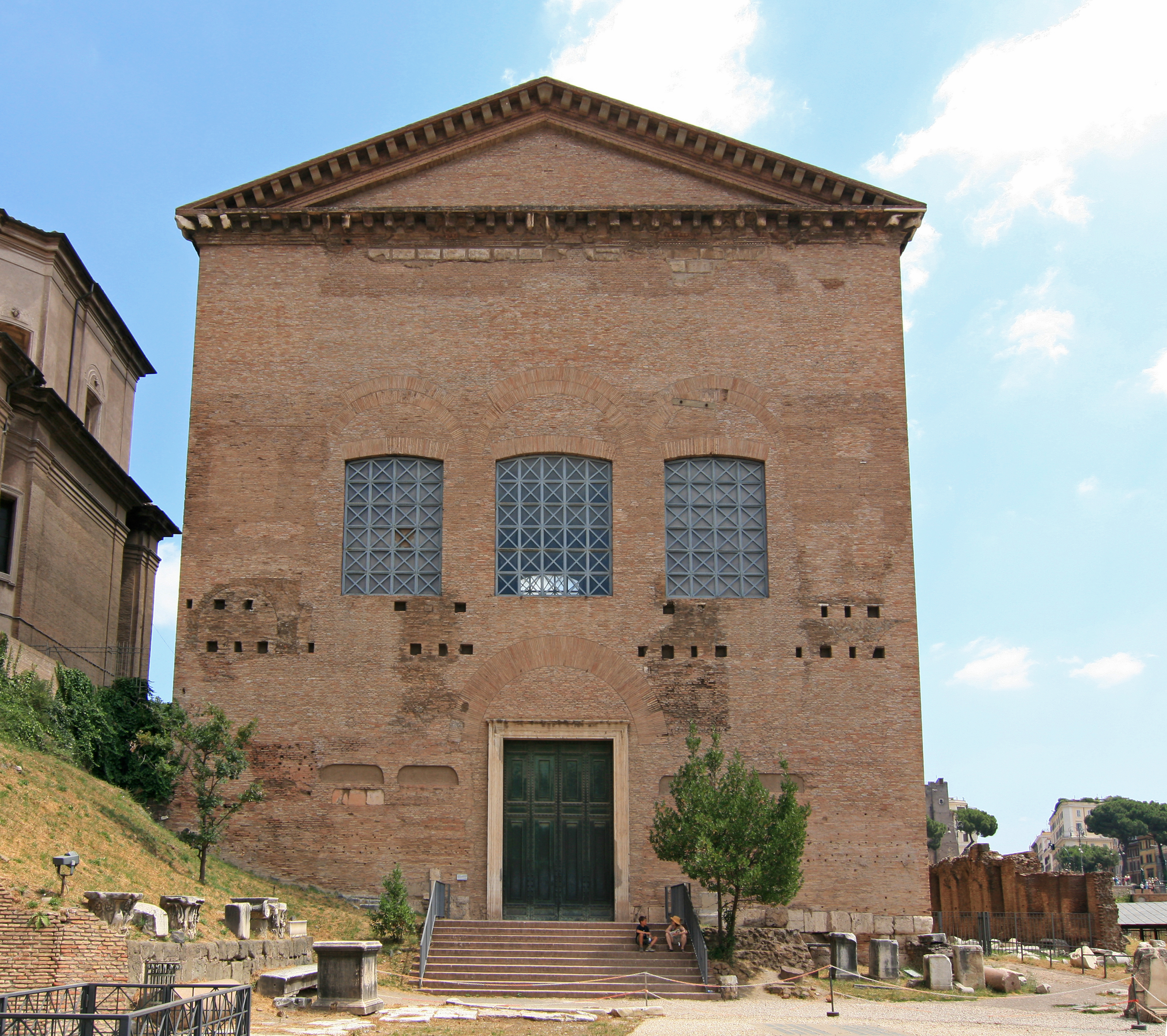
Curia Julia, façade

Een curia was in het antieke Rome een gebouw waarin een of meer magistraten zitting hielden. Het bekendste voorbeeld is de curia aan het comitium (een deel van het Forum Romanum) waarin de Senaat was gehuisvest, maar in feite had elk Romeins municipium een curia waarin de curiales zitting hielden. 
De naam is afkomstig van een oude romeinse bestuurlijke indeling in curiae gebaseerd op grote familie-clans, de gentes.

## Curiaein Rome
Curia HostiliaHet oorspronkelijke senaatsgebouw dat al in de vroege Romeinse geschiedenis bestond en volgens de overlevering gebouwd door Tullus Hostilius. Het gebouw was van oorsprong waarschijnlijk een Etruskische tempel, en het latere gebouw bevatte een altaar voor Vulcanus.
Curia CorneliaDe Curia Hostilia werd in 80 v.Chr. door Sulla afgebroken om vervangen te worden door een groter gebouw om het toegenomen aantal senatoren onder te brengen. De nieuwe versie droeg dezelfde naam en werd uiteindelijk in brand gestoken tijdens rellen na de begrafenis van Publius Clodius Pulcher in 52 v.Chr.
Curia JuliaHet derde senaatsgebouw werd uiteindelijk door Julius Caesar gebouwd tijdens diens herinrichting van het Forum Romanum en werd uiteindelijk door Augustus ingewijd in 28 v.Chr. Het gebouw werd tijdens de grote brand van Rome in 64 zwaar beschadigd en werd door Domitianus gerestaureerd. In 283 brandde het gebouw volledig af en werd door Diocletianus weer opgebouwd. Deze versie is nog steeds te zien op het Forum Romanum, al zijn de deuren kopieën. De oorspronkelijke deuren werden door de architect Borromini verplaatst naar de San Giovanni in Laterano. De proporties van het gebouw komen overeen met de eisen die Vitruvius stelt om een goede akoestiek te bereiken.
Curia CalabraAnders dan de drie hierboven genoemde gebouwen, schijnt de Curia Calabra, naast het onderbrengen van de patres conscripti voornamelijk een sacrale functie te hebben gehad in verband met de vaststelling van de kalender (met name de vaststelling van de nonae) en stond op de Capitolijn. Ook werden hier offers aan Juno gebracht.